# Infantería de Marina de los Estados Confederados
El Cuerpo de infantería de marina de los estados confederados (Confederate States Marine Corps,CSMC) era una rama de las fuerzas armadas confederadas durante la guerra civil americana. Fue establecido por acto del Congreso Confederado el 16 de marzo de 1861. El personal del CSMC fue autorizado inicialmente a 45 oficiales y 944 soldados de tropa, y se incrementó el 24 de septiembre de 1862 a 1.026 hombres alistados. La organización del cuerpo empezó en Montgomery, Alabama, y estuvo completado en Richmond, Virginia, cuándo la capital de los estados de confederados de América se trasladó a ese lugar. La sede del CSMC y principal centro de formación se mantuvieron en Richmond, Virginia durante toda la guerra, localizado en Camp Beall en Drewry's Bluff y en los astilleros Gosport de Portsmouth, Virginia. La última unidad CSMC se rindió a los EE. UU., el 9 de abril de 1865, con la propia Confederación capitulando un mes más tarde.

## Siguiendo el modelo de USMC

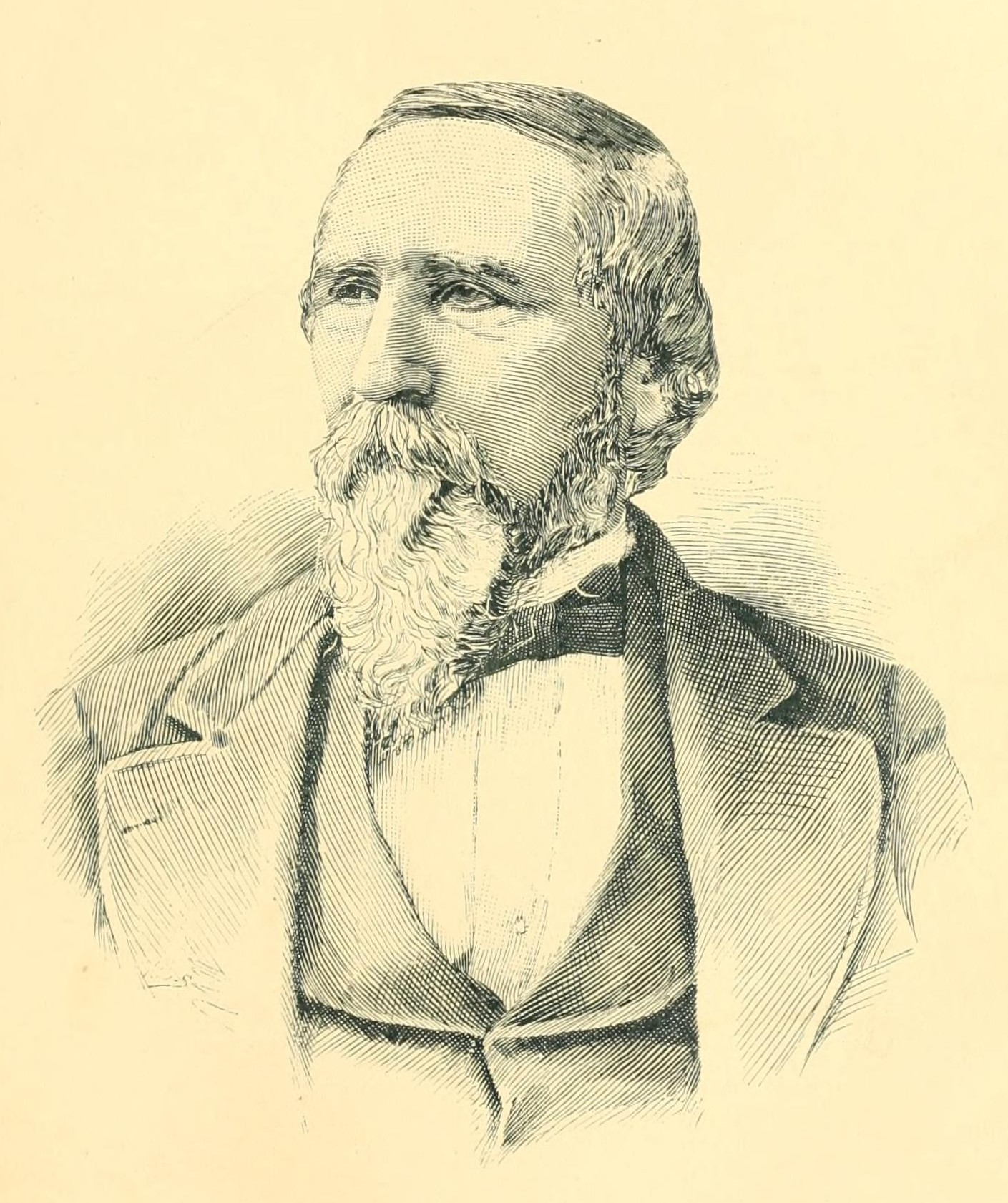
Coronel Lloyd James Beall

Antes de la guerra, el cuerpo de infantería de marina de los Estados Unidos había sido una organización "excepcionalmente buena y bien disciplinada", y "desde este núcleo se formó el correspondiente servicio confederado", el CSMC.  El CSMC fue modelado desde el cuerpo de Marines de los Estados Unidos, pero había algunas diferencias: los confederados se organizaron en compañías permanentes, se reemplazó el Pífano con el clarín de infantería ligera, y se llevaban uniformes similares a los Marines Reales británicos. Como el USMC, el CSMC también proporcionó destacamentos de guardia para las estaciones navales confederadas, como en:
- Richmond, Virginia
- Camp Beall, situado cerca de Fort Darling, en Drewry's Bluff, Virginia
- Wilmington, Carolina del Norte – Fort Fisher
- Charlotte, Carolina del Norte
- Charlestón, Carolina del Sur
- Hilton Head Island, Carolina del Sur
- Savannah, Georgia
- Pensacola, Florida
- Mobile, Alabama

También destacamentos de navegación marítima sirvieron a bordo de diversos buques de guerra .

## Organización
El cuerpo de infantería de marina confederado se formó en los primeros días de la guerra civil de tres fuentes:
- Dieciséis oficiales (y 100 hombres de tropa) que dimiten o desertan del cuerpo de marines de Estados Unidos[3]
- La amalgama de organizaciones estatales, tales como los infantes de marina del estado de Virginia
- Reclutamiento activo

### Fuentes de hombres

Insignia de rango de capitán del CSMC

### Composición

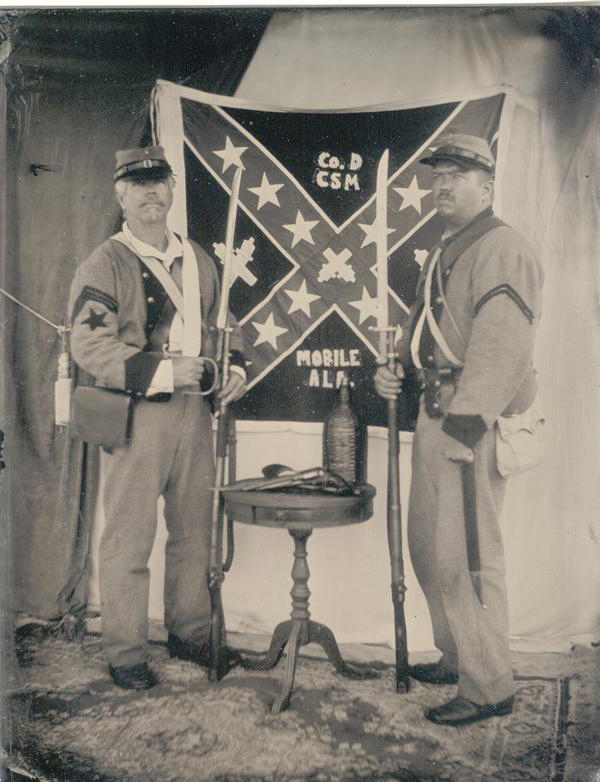
Marines CSA en Chickamauga, Georgia.

## Uniforme

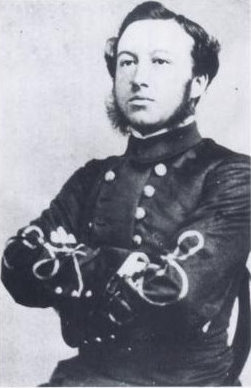
Ejemplo de uniforme del Cuerpo Marines confederado (Marine confederado, Teniente Frances H. Cameron en 1864)